# Crocetta
Crocetta – stacja metra w Mediolanie, na linii M3. Znajduje się na Piazza Giuseppe Missori, w Mediolanie i zlokalizowana jest pomiędzy stacjami Missori i Porta Romana. Została otwarta w 1990.